# Рацухи
Рацу́хи (пол. Racuchy) — золотисто-коричневі смажені млинці, приготовлені на основі борошна, свіжого або кислого молока та дріжджів або яєць.

## Особливості та регіональні відмінності

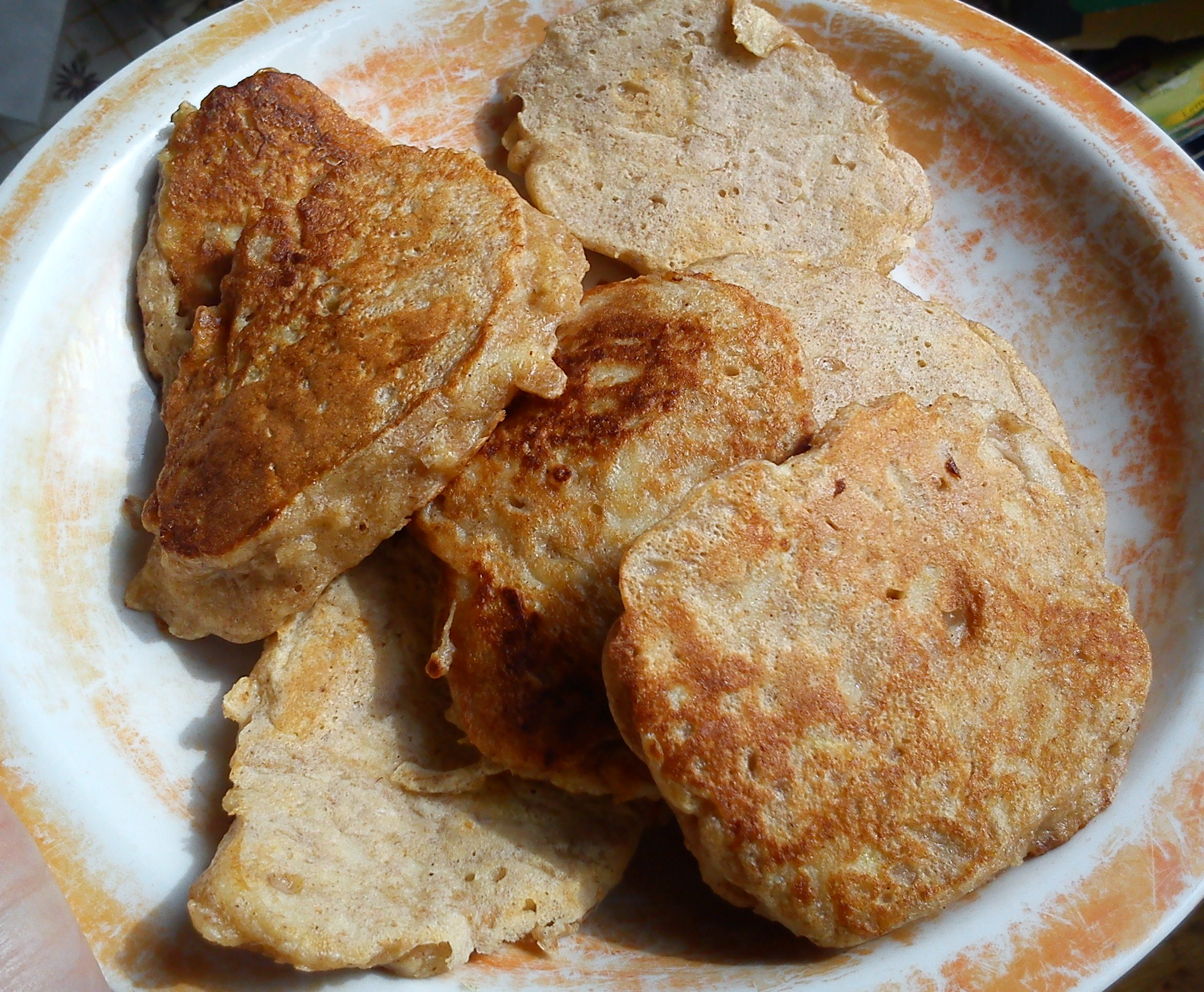
Рацухи (Познань)

Традиційна страва в польській кухні. Типові рацухи — це маленькі оладки з яблуком нарізані шматочками або натерті на тертці (іноді з додаванням кориці та гвоздики) або ревеню або слив. Існують також більш екзотичні варіації — з бананами або сухофруктами. Подаються солодкими, посипаними цукровою пудрою або вершками. На Підляшші їх подають під час вечері напередодні Різдва.